# Gardêz
Gardêz est la capitale de la province afghane de Paktiyâ. Elle se situe à l'ouest de Khost, sur la rivière Jilga. La population de la ville était estimée à 10 000 personnes au recensement de 1979, mais a été estimée à 70 000 en 2008.

## Géographie
Gardêz est situé à environ 2 308 m d'altitude et est proche de la région de Tora Bora. La ville est arrosée par le cours supérieur du Rud-e Gardez (la rivière de Gardez), qui se jette dans le lac Ab-e Istada. Gardêz est situé au carrefour de deux routes importantes, l'une reliant le Pakistan à Ghazni, l'autre reliant Kaboul à Khost.
La "vieille ville", située au pied de la forteresse Bala Hesar, est divisée en quatre districts:
- Bazar-e Kohna (vieux Bazar),
- Qaraye Āhangaran,
- Qaraye Arjakhel,
- Nawabad (ville nouvelle).

Gardêz dispose d'un aéroport (code AIAT : GRG).